# Borzewisko (Sieradz)
Pour les articles homonymes, voir Borzewisko.
Borzewisko est une localité polonaise de la gmina et du powiat de Sieradz en voïvodie de Łódź.